# Соболев (гмина)
Соболев (пол. Sobolew) — сельская гмина (волость) в Польше, входит как административная единица в Гарволинский повет, Мазовецкое воеводство. Население — 8357 человек (на 2004 год).

## Демография
| Перепись                       | Всего   | Всего | Женщины | Женщины | Мужчины | Мужчины |
| ------------------------------ | ------- | ----- | ------- | ------- | ------- | ------- |
| Единицы                        | человек | %     | человек | %       | человек | %       |
| Население                      | 8357    | 100   | 4252    | 50,9    | 4105    | 49,1    |
| Плотность населения (чел./км²) | 88,1    | 88,1  | 44,8    | 44,8    | 43,3    | 43,3    |

## Сельские округа
1. Анелюв
2. Хотыня
3. Годзиш
4. Гоньчице
5. Грабняк
6. Калень-Други
7. Калень-Первши
8. Кобусы
9. Ковнацица
10. Нова-Кремпа
11. Острожень-Други
12. Острожень-Первши
13. Пшиленк
14. Соболев
15. Сокул
16. Тшчанка

## Поселения
1. Хотыня-Колёня
2. Хрусты
3. Дробина
4. Эмерытка
5. Каролинув
6. Леонорув
7. Мазурки
8. Михалки
9. Милянув
10. Новины-Соболевске
11. Пяски
12. Подлуги
13. Порембы
14. Поток
15. Пстронг
16. Стефанув
17. Теофилюв
18. Устроне
19. Усняк
20. Валеркув
21. Виктожин
22. Забаране
23. Запшитница
24. Зосинек

## Соседние гмины
1. Гмина Гужно
2. Гмина Ласкажев
3. Гмина Мацеёвице
4. Гмина Троянув
5. Гмина Желехув